# Cercopithecus neglectus
El cercopiteco de Brazza, mono obispo o guenon de pantano (Cercopithecus neglectus) es una especie de primate catarrino de la familia Cercopithecidae ampliamente distribuido por las selvas de distintos países del África central tropical y ecuatorial, desde Etiopía y Kenia hasta Camerún y Angola, especialmente en áreas inundables hasta los 2000 m de altitud.

## Descripción

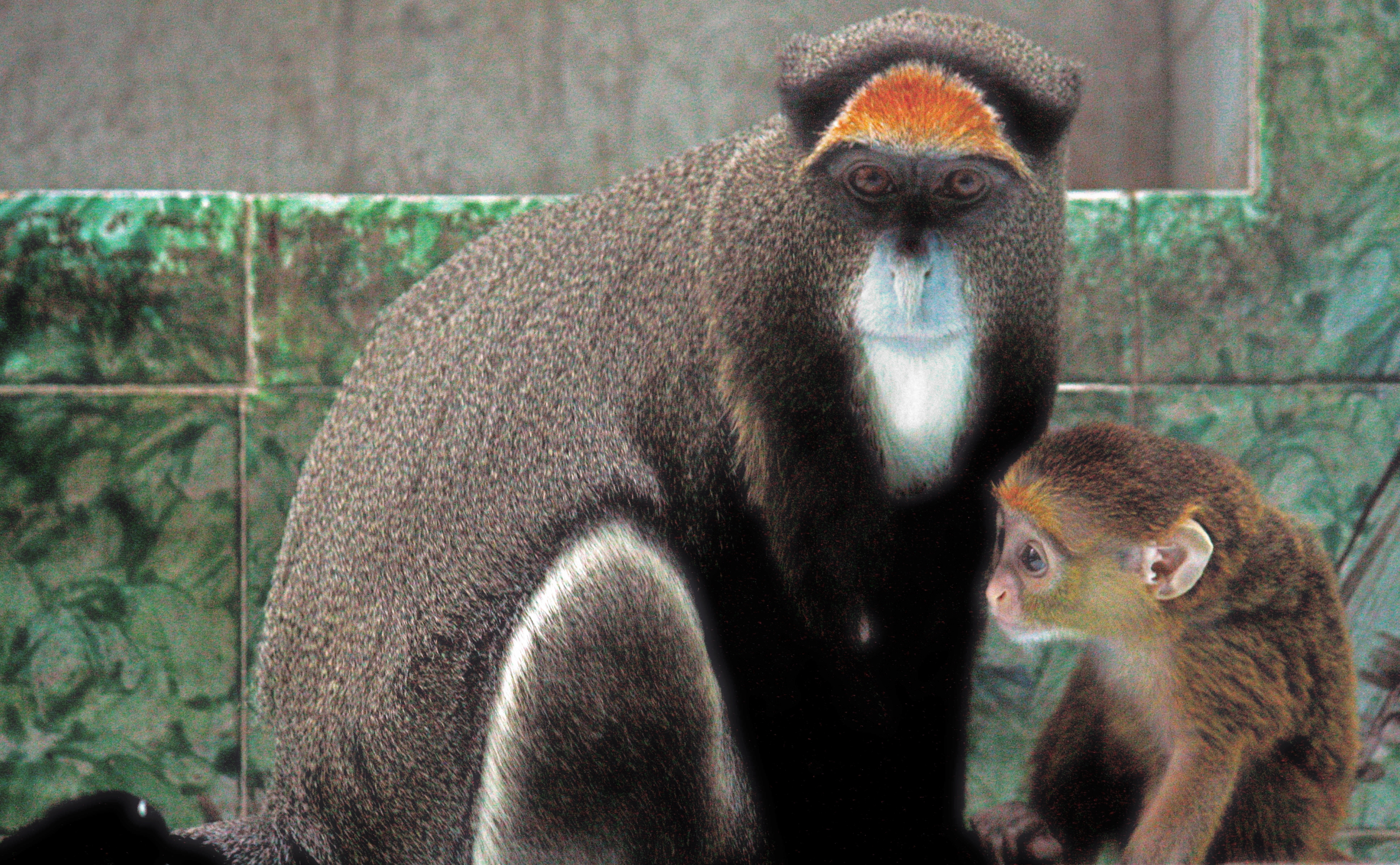
Hembra con su cría

La coloración del pelaje es oscura, con una mancha blanca en ambas mandíbulas, la frente rojiza y una larga barba blanca. Presenta un marcado dimorfismo sexual. El cuerpo incluida la cabeza, tiene una longitud de unos 40 cm en las hembras y de hasta 60 cm en los machos y su cola mide entre 48 y 67 cm de largo. En promedio las hembras pesan 4,5 y los machos 7 kg.

## Comportamiento
Vive en grupos territoriales de 5 a 35 individuos que buscan alimento en una extensión de 7 a 13 ha cada grupo encabezado por el macho más fuerte.